# Daniela Molina

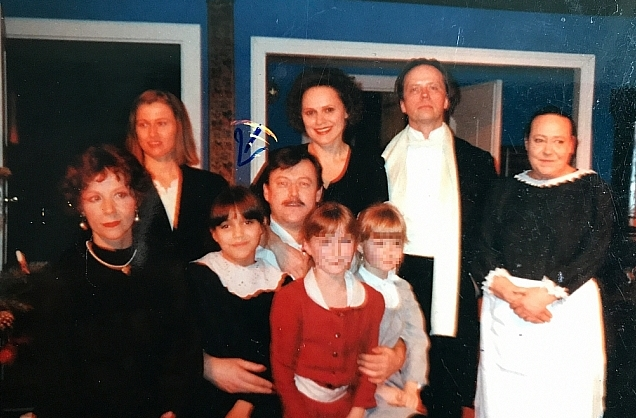
Schlosspark Theater

Daniela Rosalba Molina (* 16. Mai 1985 in Berlin) ist eine deutsche Synchronsprecherin.

## Leben
Im Alter von 10 Jahren sammelte Molina erste Erfahrungen als Synchronsprecherin bei diversen Berliner Synchronstudios. Parallel dazu engagierte sie sich am Schlosspark Theater (Nora oder ein Puppenheim) und der Komischen Oper Berlin (Das Märchen vom Zaren Saltan), wo sie kleine Nebenrollen spielte.
Eine der Hauptfiguren spricht sie in der phantastischen Hörspielreihe Howard Phillips Lovecraft – Chroniken des Grauens (2020) mit „Dana“.
Molina lebt und arbeitet in Berlin.

## Synchronarbeiten (Auswahl)
Pom Klementieff
- 2017: Guardians of the Galaxy Vol. 2 als Mantis
- 2018: Avengers: Infinity War als Mantis
- 2019: Avengers: Endgame als Mantis
- 2022: Thor: Love and Thunder als Mantis
- 2022: The Guardians of the Galaxy Holiday Special als Mantis
- 2023: Guardians of the Galaxy Vol. 3 als Mantis

Andi Matichak
- 2018: Halloween als Allyson Nelson
- 2021: Halloween Kills als Allyson Nelson
- 2021: Son als Laura
- 2022: Halloween Ends als Allyson Nelson

Daisy Edgar-Jones
- 2019: Krieg der Welten als Emily Gresham
- 2020: Normal People als Marianne

### Serien
- 2015–2017: The Originals als Freya Mikaelson (Riley Voelkel)
- 2015: Penny Dreadful als Lavinia Putney (Tamsin Topolski)
- 2015: Love, Chunibyo & Other Delusions als Bekki (Alais Lawson)
- seit 2016: Miraculous – Geschichten von Ladybug und Cat Noir als Juleka (Erin Fitzgerald)
- 2016: Ritter Hoch 3 als Prinzessin Cat (Kaycie Chase)
- 2016: Charley als Maja
- 2016–2019: Schlimmer geht’s immer mit Milo Murphy als Amanda Lopez (Chrissie Fit)
- 2016: Roots als Kizzy (jung) (Emyri Crutchfield)
- 2017: Legion als Kerry Loudermilk (Amber Midthunder)
- 2017: Tote Mädchen lügen nicht als Ashley (Ellen Ho)
- 2017: Las chicas del cable als Alba Romero / Lidia Aguilar (Blanca Suárez)
- 2017: Victoria als Wilhelmina Coke (Bebe Cave)
- 2017: Dear White People als Becca (Taylor Foster)
- 2018: Legacies als Elizabeth „Lizzie“ Salztman (Jenny Boyd)
- 2018: Spuk in Hill House als Eleanor „Nell“ Crain (Victoria Pedretti)
- 2018: Prinz von Peoria als Sydney (Shelby Simmons)
- 2018: Baby als Ludovica (Alice Pagani)
- 2019: Sex Education als Aimee Gibbs (Aimee Lou Wood)
- 2019: Konosuba als Aqua (Sora Amamiya)
- 2019: Why Women Kill als Amy Grove (Li Jun Li)
- 2020: Pen15 als Maya Ishii-Peters (Maya Erskine)
- 2020: Dash & Lily als Lily (Midori Francis)
- 2020–2022: Stargirl (Fernsehserie) (Yvette Monreal)
- 2021: Fate: The Winx Saga als Terra Harvey (Eliot Salt)
- 2021–2023: Gossip Girl (Fernsehserie) als Audrey Hope (Emily Alyn Lind)
- 2021–2024: Élite als Ariadna „Ari“ Blanco Commerford (Carla Díaz)
- 2021–2024: Arcane als Caitlyn (Katie Leung)
- seit 2021: Ginny & Georgia als Georgia Miller (Nikki Roumel)
- 2022: Spy × Family als Yor Forger (Saori Hayami)
- 2023: Navy CIS als Diya Khatri (Menik Gooneratne)

### Filme
- 2015: Final Farewell – Für immer auf Wiedersehen als Johana Burwood (Sarah Hyland)
- 2015/2016: The Bridge – Teil 1 & 2 als Jenny (Kazumi Evans)
- 2016: Die Taschendiebin als Sook-Hee (Kim Tae-ri)
- 2016: Kids in Love als Elena (Gala Gordon)
- 2016: The Model als Emma (Maria Palm)
- 2016: Una als Amy (Sydney Wade)
- 2017: Dragonheart 4 als Meghan (Jessamine-Bliss Bell)
- 2017: Die Hütte – Ein Wochenende mit Gott als Kate Phillips (Megan Charpentier)
- 2017: Der Himmel wird warten als Jamila (Sofia Lesaffre)
- 2018: Astrid als Astrid (Alba August)
- 2019: Terminator: Dark Fate als Dani Ramos (Natalia Reyes)
- 2020: Little Women als Annie Moffat (Abby Quinn)
- 2020: The Big Ugly als Kara (Leven Rambin)
- 2023: Shazam! Fury of the Gods als Anthea (Rachel  Zegler)